# Aéroport international Taïwan-Taoyuan
L'aéroport international Taiwan-Taoyuan (code IATA : TPE • code OACI : RCTP) (en chinois traditionnel : 台灣桃園國際機場 ; pinyin : Táiwan Táoyuán Gúojì Jichǎng) est un aéroport basé à Taoyuan, ainsi que le principal aéroport qui dessert la ville de Taipei, capitale de Taïwan. Il s'agit du plus important aéroport de Taïwan.
Anciennement connu comme aéroport international Tchang Kaï-chek (en chinois : 中正國際機場; en pinyin : Zhōngzhèng Gúojì Jichǎng), ou encore C.K.S. ou aéroport de Taiyuan, il est situé près de la Taoyuan Air Base, en partie sur le territoire de Zhuwei.

## Histoire
L'ouverture du terminal 1 de l'aéroport le 21 février 1979 fait partie de l'un des dix grands projets d'infrastructure lancés par le gouvernement taïwanais dans les années 1970. Devant initialement porter le nom d'Aéroport International Taoyuan, l'aéroport fut baptisé Aéroport International Tchang Kaï-chek en souvenir du président taïwanais décédé le 5 avril 1975. Ce nom fut abandonné en 2006.
L'aéroport est le principal hub des compagnies taïwanaises China Airlines et EVA Air. le terminal 1 ne suffisant plus à absorber le trafic aérien, le terminal 2 fut inauguré le 29 juillet 2000. Seule la première moitié, attribuée à Eva Air fut ouverte à cette date. La deuxième partie, pour China Airlines fut ouverte au trafic le 21 janvier 2005.
Des plans prévoient la création d'un troisième terminal (les travaux doivent débuter en 2008[réf. nécessaire]), en remplacement du Terminal 1 vieillissant. Tout le trafic international serait alors transféré au terminal 3, le terminal 1 étant affecté au trafic intérieur uniquement.
Une nouvelle ligne de métro reliant le centre-ville de Taipei à l'aéroport est inaugurée en mars 2017.

## Situation
| \| 20 km1:1 721 000 \| Taipei-Taoyuan Taipei Songshan Kaohsiung Taichung Tainan Hualien Chiayi Lutao Hengchun Kinmen Magong Beigan Nangan Lanyu · île des Orchidées Pingtung Tchimeï Taitung Wangan |
| 20 km1:1 721 000 |

## Transports

### Bus
L'aéroport comprend des stations de bus sur tous les terminaux comprenant des liaisons fréquentes avec Taipei, Taoyuan, Zhongli, Taichung, Banqiao, Changhua ainsi que vers la gare Taoyuan HSR (en) de la ligne à grande vitesse de Taïwan.

### Ferroviaire
La ligne aéroport Taoyuan MRT relie les différents terminaux à Taipei, à Chungli (ou district de Zhongli), ainsi qu'au centre-ville du comté de Taoyuan.
Un Wi-Fi en accès libre et des services de recharge sans fil sont disponibles dans les trains. Les voyageurs, prenant les compagnies China Airlines, EVA Air, Mandarin Airlines, et UNI Air peuvent s'enregistrer, ainsi que leur bagages directement à la gare centrale de Taipei (台北車站).

## Statistiques

### Trafic annuel
Pour des raisons techniques, il est temporairement impossible d'afficher le graphique qui aurait dû être présenté ici.

Voir la requête brute et les sources sur Wikidata.

### Impact de la pandémie de Covid-19
Pour des raisons techniques, il est temporairement impossible d'afficher le graphique qui aurait dû être présenté ici.

Voir la requête brute et les sources sur Wikidata.

## Compagnies aériennes et destinations
Liste des compagnies aériennes opérant à partir de Taiwan-Taoyuan : 

Pays desservis depuis l'Aéroport international Taiwan Taoyuan (incluant les vols charters et futures destinations prévues).

| Compagnies                    | Destinations |
| ----------------------------- | --- |
| AirAsia                       | Kota Kinabalu |
| AirAsia X                     | Kuala Lumpur, Okinawa-Naha, Osaka-Kansai |
| Air Busan                     | Pusan-Gimhae |
| Air Canada                    | Vancouver |
| Air China                     | Pékin-Capitale, Chengdu-Shuangliu, Chongqing-Jiangbei, Hangzhou-Xiaoshan, Shanghai-Pudong, Wenzhou-Longwan |
| Air Macau                     | Macao |
| Air New Zealand               | Auckland |
| All Nippon Airways            | Tokyo-Narita |
| American Airlines             | Dallas-Fort Worth, Miami |
| Asiana Airlines               | Séoul-Incheon |
| Bamboo Airways                | Hanoï-Nội Bài Charter : Đà Nẵng |
| Batik Air                     | Djakarta-S.-Hatta |
| British Airways               | Londres-Heathrow |
| Cambodia Airways              | Charter : Siem Reap-Angkor |
| Cathay Pacific                | Hong Kong, Nagoya-Chūbu, Osaka-Kansai, Séoul-Incheon, Tokyo-Narita |
| Cebu Pacific                  | Manille-N. Aquino |
| China Airlines                | - Amsterdam, - Auckland, - Bangkok-Suvarnabhumi, - Pékin-Capitale, - Brisbane, - Pusan-Gimhae, - Mactan-Cebu, - Changsha, - Chengdu-Shuangliu - Chiang Mai, - Chongqing-Jiangbei, - Delhi-Indira Gandhi, - Denpasar-Bali, - Francfort, - Fukuoka, - Guam-A.-B.-Won-Pat, - Canton-Baiyun, - Haikou, - Hanoï-Nội Bài, - Hiroshima, - Hô Chi Minh Ville (Tân Sơn Nhất), - Hong Kong, - Honolulu, - Djakarta-S.-Hatta, - Kagoshima, - Koror R. Tmetuchl, - Kuala Lumpur, - Londres-Heathrow, - Los Angeles, - Manille-N. Aquino, - Melbourne-Tullamarine, - Miyazaki, - Nagoya-Chūbu, - Okinawa-Naha, - Nanchang-Changbei, - New York-John F. Kennedy, - Ontario, - Osaka-Kansai, - Penang, - Phnom Penh, - Qingdao-Jiaodong, - Rome Léonard-de-Vinci/Fiumicino, - San Francisco, - Sanya-Phénix, - Shin-Chitose, - Séoul-Incheon, - Shanghai-Pudong, - Shenzhen-Bao'an, - Shizuoka, - Singapour-Changi, - Sydney-K. Smith, - Takamatsu, - Tokyo-Narita, - Toyama (en), - Vancouver, - Vienne-Schwechat, - Wēihǎi, - Wuhan, - Wuxi/Suzhou, - Xi'an-Xianyang, - Xuzhou-Guanyin, - Rangoun (Yangon), - Taizhou (Jiangsu) (en) En saison : Ishigaki-Painushima, Kalibo |
| China Eastern Airlines        | - Changzhou, - Hefei, - Huai'an, - Huangshan-Tunxi, - Kunming-Changshui, - Lanzhou, - Lijiang, - Nanchang-Changbei, - Nankin, - Ningbo, - Qingdao-Jiaodong, - Shanghai-Pudong, - Taiyuan-Wusu, - Wuhan, - Wuxi/Suzhou, - Xi'an-Xianyang, - Yancheng, - Yinchuan Hedong |
| China Southern Airlines       | - Changchun, - Changsha, - Canton-Baiyun, - Dalian-Zhoushuizi, - Guilin-Liangjiang, - Guiyang, - Harbin Taiping, - Shantou-Chaozhou-Jieyang, - Nanning, - Shanghai-Pudong, - Shenyang, - Shenzhen-Bao'an, - Ürümqi-Diwopu, - Wuhan, - Yiwu, - Zhangjiajie, - Zhengzhou |
| Eastar Jet                    | Pusan-Gimhae, Cheongju, Jeju, Séoul-Incheon |
| El Al                         | Tel Aviv - Ben Gourion |
| Emirates                      | Dubaï |
| Ethiopian Airlines            | Addis-Abeba Bole |
| Etihad Airways                | Abou Dabi |
| EVA Air                       | - Amsterdam, - Aomori, - Bangkok-Suvarnabhumi, - Pékin-Capitale, - Brisbane, - Canton-Baiyun, - Mactan-Cebu, - Chengdu-Shuangliu, - Chiang Mai, - Chicago-O'Hare, - Chongqing-Jiangbei, - Đà Nẵng - Denpasar-Bali, - Fukuoka, - Guilin-Liangjiang, - Hakodate, - Hangzhou-Xiaoshan, - Hanoï-Nội Bài, - Harbin Taiping, - Hô Chi Minh Ville (Tân Sơn Nhất), - Hohhot, - Hong Kong, - Houston-George Bush, - Huangshan-Tunxi, - Djakarta-S.-Hatta, - Jinan, - Komatsu, - Kuala Lumpur, - Londres-Heathrow, - Los Angeles, - Macao, - Manille-N. Aquino, - Matsuyama, - Milan-Malpensa, - Nagoya-Chūbu, - Okinawa-Naha, - New York-John F. Kennedy, - Osaka-Kansai, - Paris-Charles de Gaulle, - Phnom Penh, - San Francisco, - Shin-Chitose, - Seattle-Tacoma, - Sendai, - Séoul-Incheon, - Shanghai-Pudong, - Singapour-Changi, - Taiyuan-Wusu, - Tianjin Binhai, - Tokyo-Narita, - Toronto (Pearson), - Vancouver, - Vienne-Schwechat, - Zhengzhou En saison : Asahikawa (en) |
| Fly Gangwon                   | Yangyang |
| Hainan Airlines               | Pékin-Capitale, Canton-Baiyun, Dalian-Zhoushuizi, Haikou, Lanzhou, Xi'an-Xianyang |
| Hebei Airlines                | Shijiazhuang |
| Hong Kong Airlines            | Hong Kong |
| Japan Airlines                | Nagoya-Chūbu, Osaka-Kansai, Tokyo-Narita |
| JC International Airlines     | Phnom Penh Charter : Siem Reap-Angkor |
| Jeju Air                      | Pusan-Gimhae, Cheongju, Daegu, Jeju, Muan, Séoul-Incheon |
| Jetstar Asia Airways          | Osaka-Kansai, Singapour-Changi |
| Jetstar Japan                 | Osaka-Kansai, Tokyo-Narita |
| Jin Air                       | Séoul-Incheon En saison charter : Cheongju |
| Juneyao Airlines              | Shanghai-Pudong |
| KLM                           | Amsterdam |
| Korean Air                    | Pusan-Gimhae, Séoul-Incheon |
| Malaysia Airlines             | Kota Kinabalu, Kuala Lumpur |
| Malindo Air                   | Kuala Lumpur, Shin-Chitose |
| Mandarin Airlines             | Changsha, Nankin, Ningbo, Shenyang, Xiamen-Gaoqi, Zhengzhou |
| Myanmar Airways International | Mandalay |
| Peach                         | Fukuoka, Okinawa-Naha, Osaka-Kansai, Shin-Chitose, Sendai, Tokyo-Haneda, Tokyo-Narita |
| Philippine Airlines           | Manille-N. Aquino |
| Philippines AirAsia           | Mactan-Cebu, Clark, Kalibo, Manille-N. Aquino |
| Royal Brunei Airlines         | Bandar Seri Begawan |
| Royal Flight                  | En saison charter : Moscou Chérémétiévo |
| Scoot                         | Shin-Chitose, Séoul-Incheon, Singapour-Changi, Tokyo-Narita |
| Shandong Airlines             | Jinan, Qingdao-Jiaodong, Yantai |
| Shenzhen Airlines             | Nanchang-Changbei, Nanning, Nantong Xingdong, Quanzhou Jinjiang, Shenyang, Shenzhen-Bao'an, Wuxi/Suzhou |
| Sichuan Airlines              | Kunming-Changshui |
| Singapore Airlines            | Los Angeles, Singapour-Changi |
| Spring Airlines               | Shanghai-Pudong, Shijiazhuang, Taizhou (Jiangsu) (en) |
| StarFlyer                     | Kitakyūshū, Nagoya-Chūbu |
| Starlux Airlines              | - Bangkok-Suvarnabhumi, - Đà Nẵng, - Fukuoka, - Hô Chi Minh Ville (Tân Sơn Nhất), - Kuala Lumpur, - Macao, - Manille-N. Aquino, - Okinawa-Naha, - Osaka-Kansai, - Penang, - Singapour-Changi, - Tokyo-Narita |
| Thai AirAsia                  | Chiang Mai |
| Thai Airways                  | Bangkok-Suvarnabhumi, Séoul-Incheon |
| Thai Lion Air                 | Bangkok-Don Muang |
| Thai Vietjet Air              | Bangkok-Suvarnabhumi |
| Tigerair Taiwan               | - Asahikawa (en), - Bangkok-Don Muang, - Pusan-Gimhae, - Mactan-Cebu, - Daegu, - Fukuoka, - Hakodate, - Morioka/Hanamaki (en), - Ibaraki, - Jeju, - Kalibo, - Komatsu, - Macao, - Nagoya-Chūbu, - Okinawa-Naha, - Niigata, - Okayama, - Osaka-Kansai, - Puerto Princesa, - Saga (en) , - Sendai, - Séoul-Incheon, - Tokyo-Haneda, - Tokyo-Narita, - Wuxi/Suzhou |
| Turkish Airlines              | Istanbul |
| T'way Airlines                | Daegu |
| Uni Air                       | - Chongqing-Jiangbei, - Dalian-Zhoushuizi, - Fuzhou-Chánglè, - Hô Chi Minh Ville (Tân Sơn Nhất), - Nankin, - Ningbo, - Qingdao-Jiaodong, - Séoul-Incheon, - Shenyang, - Shenzhen-Bao'an, - Xi'an-Xianyang |
| United Airlines               | San Francisco |
| Vietjet Air                   | Cần Thơ, Đà Nẵng, Hanoï-Nội Bài, Hô Chi Minh Ville (Tân Sơn Nhất) |
| Vietnam Airlines              | Hanoï-Nội Bài, Hô Chi Minh Ville (Tân Sơn Nhất) Charter : Cần Thơ, Đà Nẵng |
| Xiamen Airlines               | Changsha, Fuzhou-Chánglè, Hangzhou-Xiaoshan, Quanzhou Jinjiang, Xiamen-Gaoqi |

Édité le 25/01/2020  Actualisé 28/12/2021

### Cargos
| Airlines                              | Destinations |
| ------------------------------------- | --- |
| Air Macau                             | Macau |
| Cargolux                              | Bangkok-Suvarnabhumi, Baku, Budapest, Kuwait, Luxembourg |
| Cathay Pacific Cargo                  | |
| China Airlines Cargo                  | Abu Dhabi, Anchorage, Atlanta, Bangkok-Suvarnabhumi, Dallas/Fort Worth, Guangzhou, Houston-Intercontinental, Kuala Lumpur, Luxembourg, Manchester, Milan-Malpensa, Nashville, Stockholm-Arlanda |
| DHL Express (opéré par Air Hong Kong) | |
| Dragonair                             | |
| Emirates SkyCargo                     | Dubai |
| EVA Air Cargo                         | Anchorage, Atlanta, Bangkok, Bruxelles, Chicago O'Hare, Dallas-FW, Delhi, Francfort, Hanoi, Hong Kong, London, Los-Angeles, New York JFK, Penang, Seattle, Singapour                            |
| FedEx Express                         | |
| Japan Airlines                        | Osaka-Kansai, Tokyo-Narita |
| MASkargo                              | Kuala Lumpur |
| Pacific East Asia Cargo Airlines      | Clark |
| Singapore Airlines Cargo              | |
| TransGlobal Airways                   | Clark |
| UPS Airlines                          | |

## Galerie

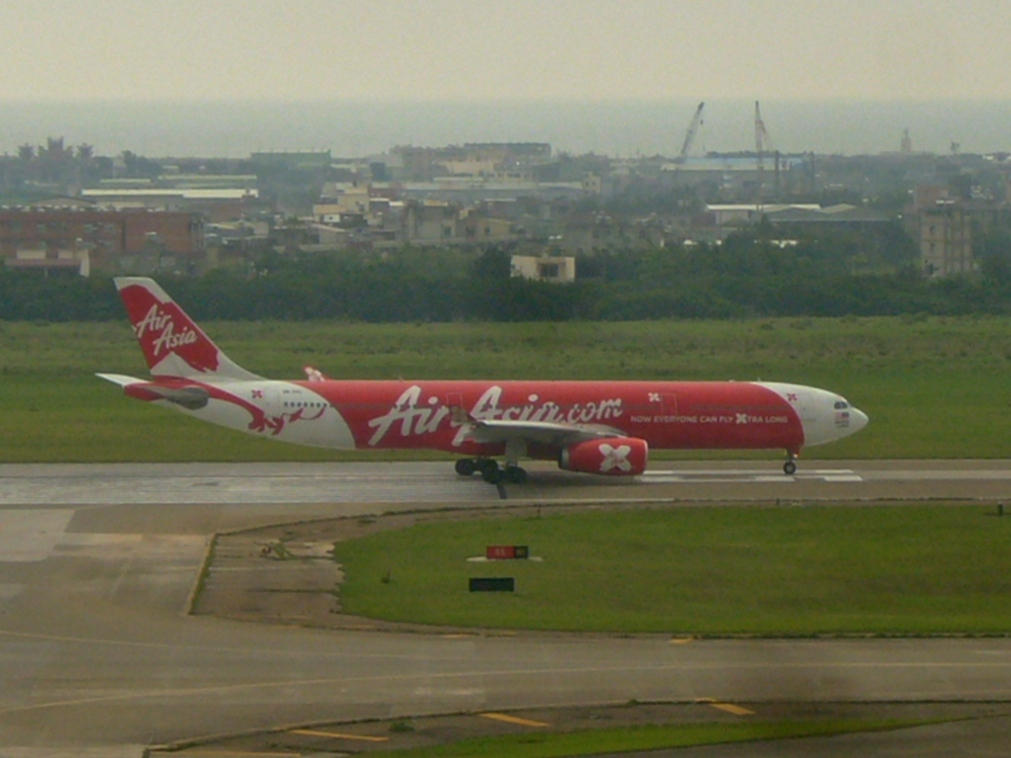
Air Asia X Airbus A330-300
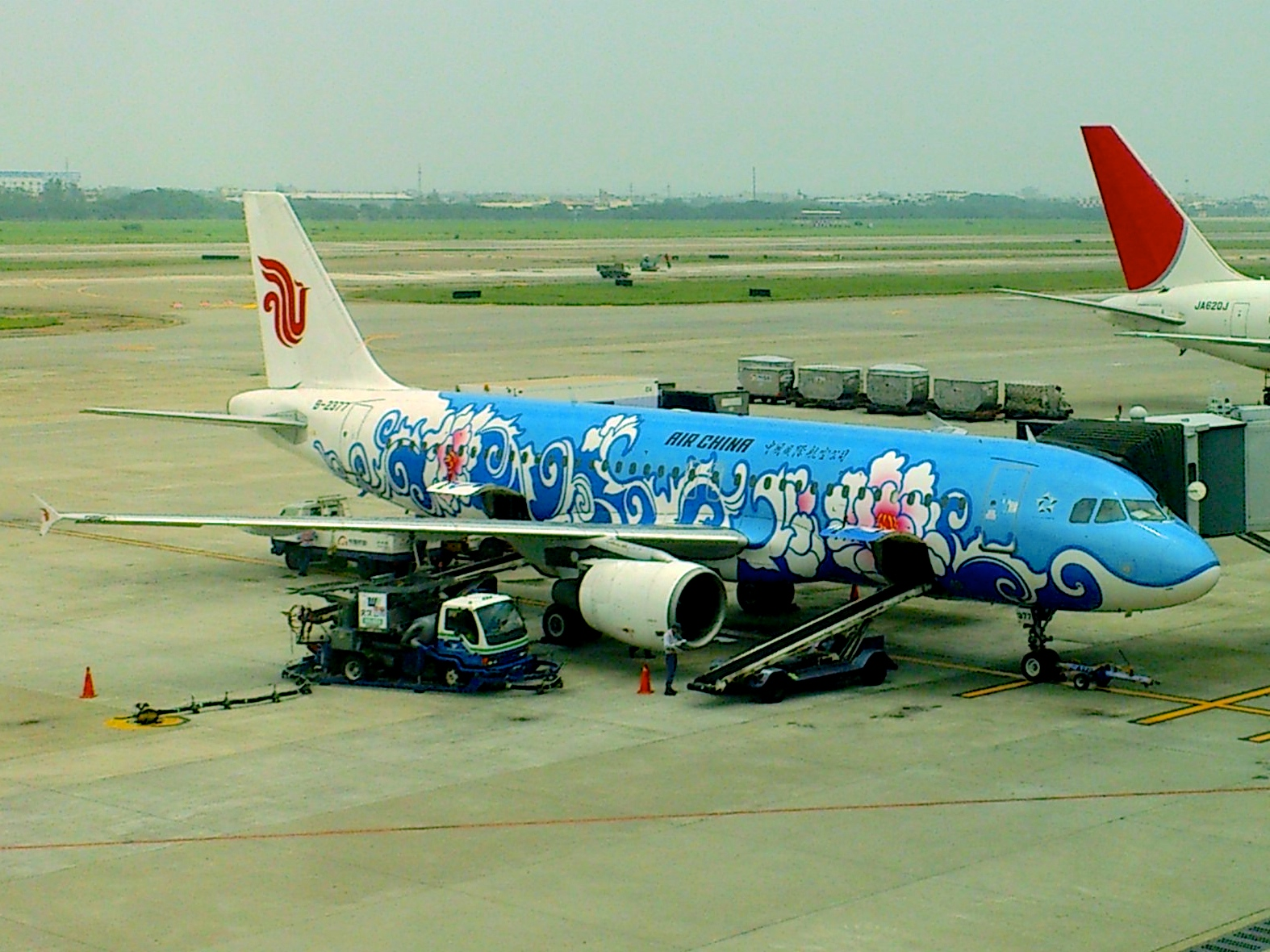
Air China Airbus A320-200
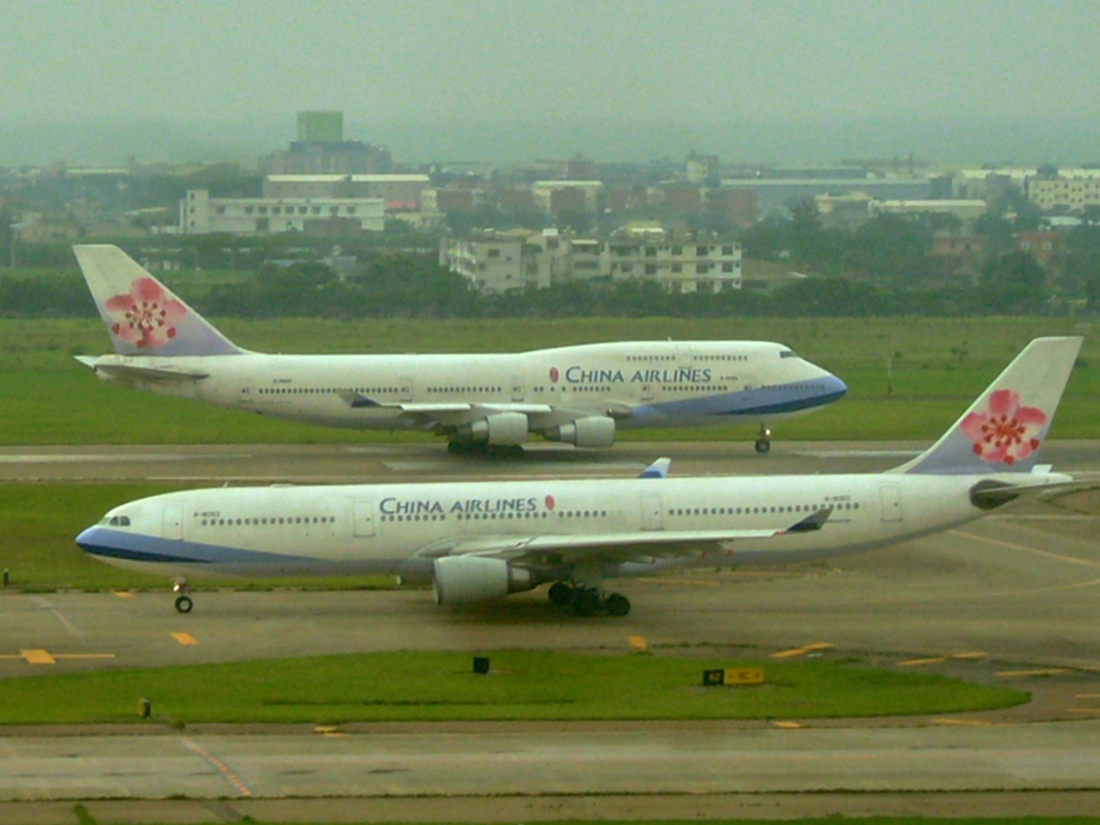
China Airlines Airbus A330-300 et Boeing 747-400
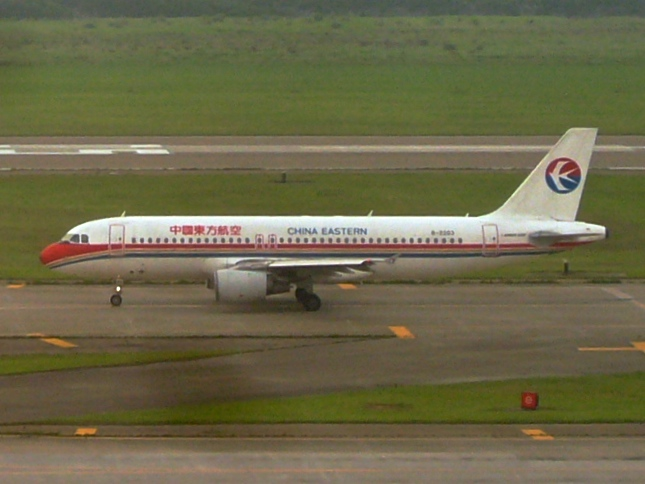
China Eastern Airlines Airbus A320-200
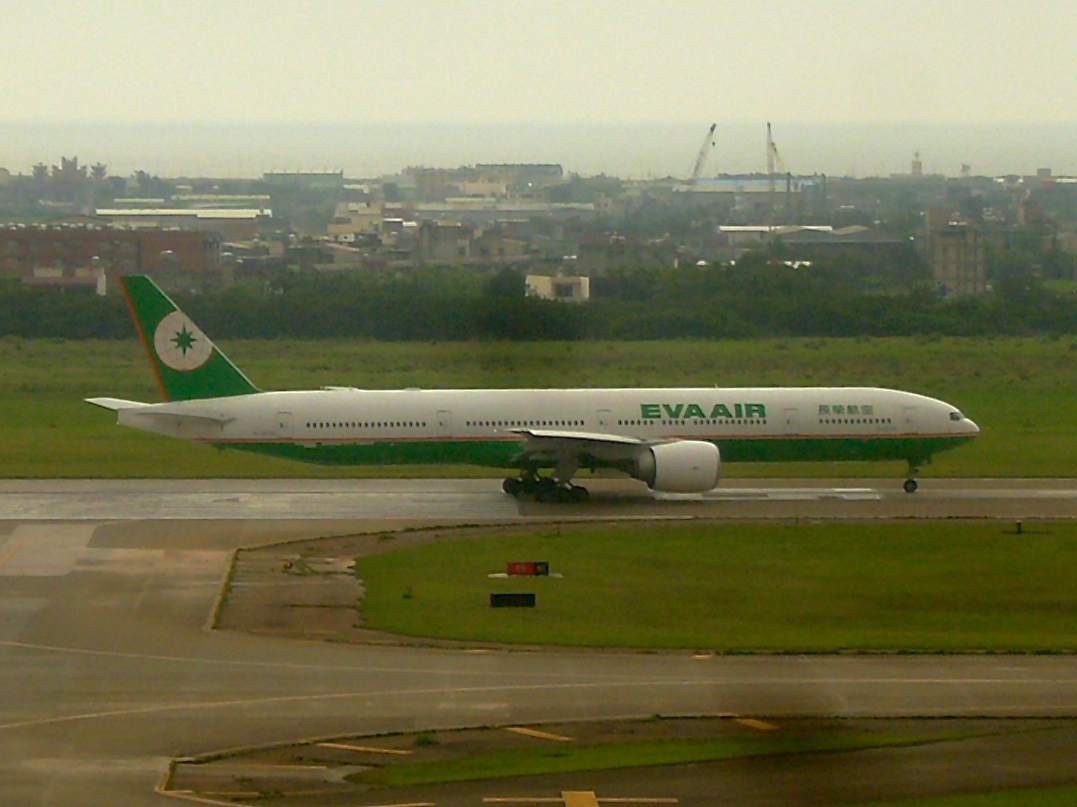
EVA Air Boeing 777-300ER
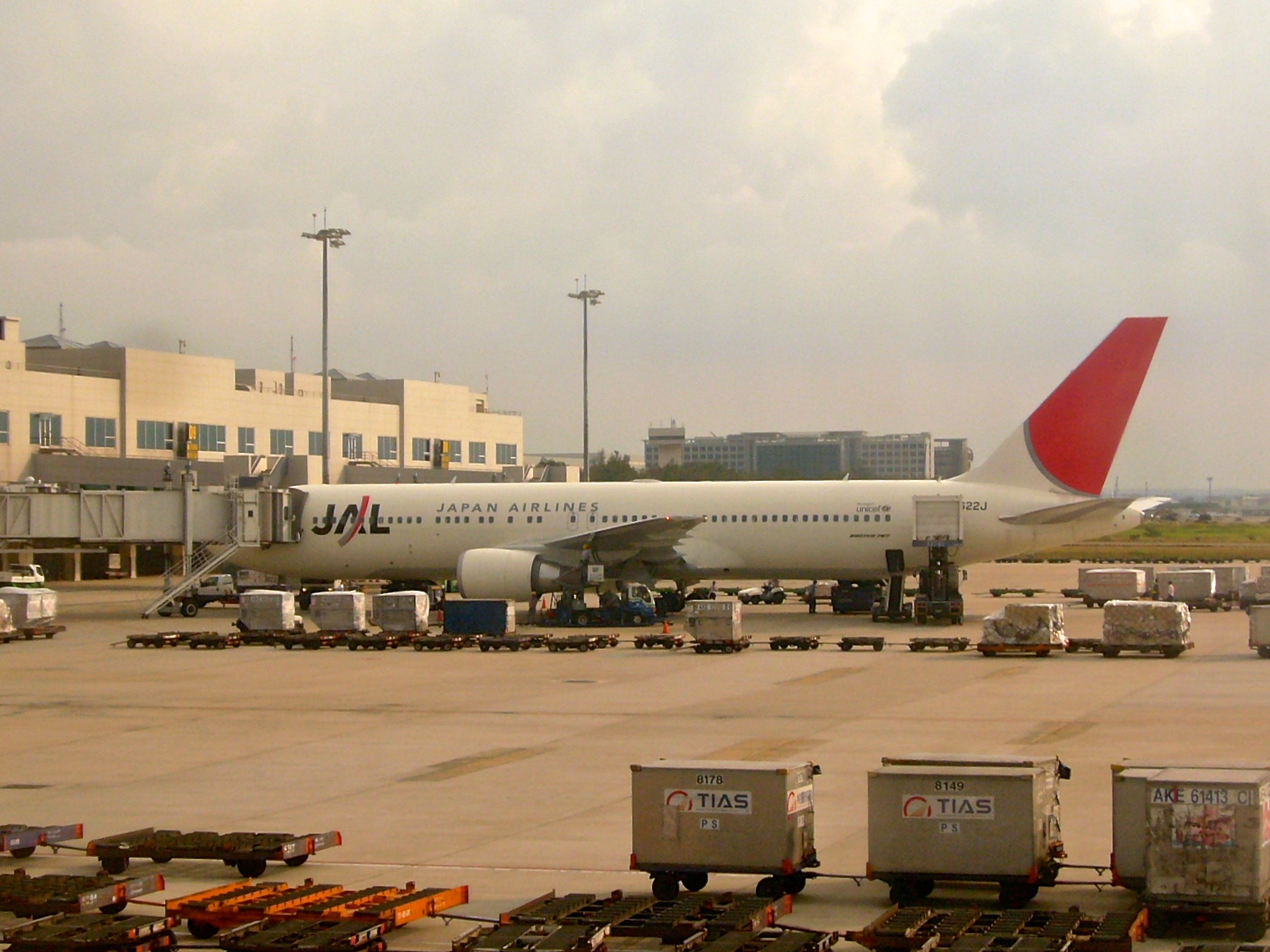
JAL Boeing 767-300
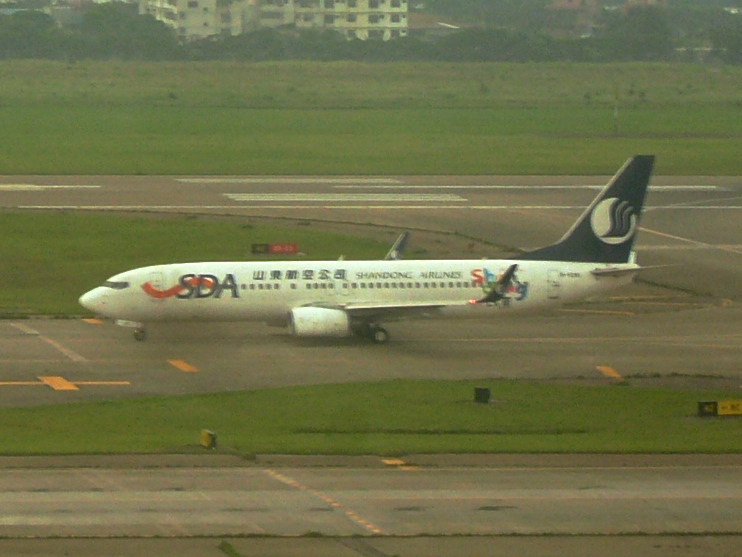
Shandong Airlines Boeing 737-800
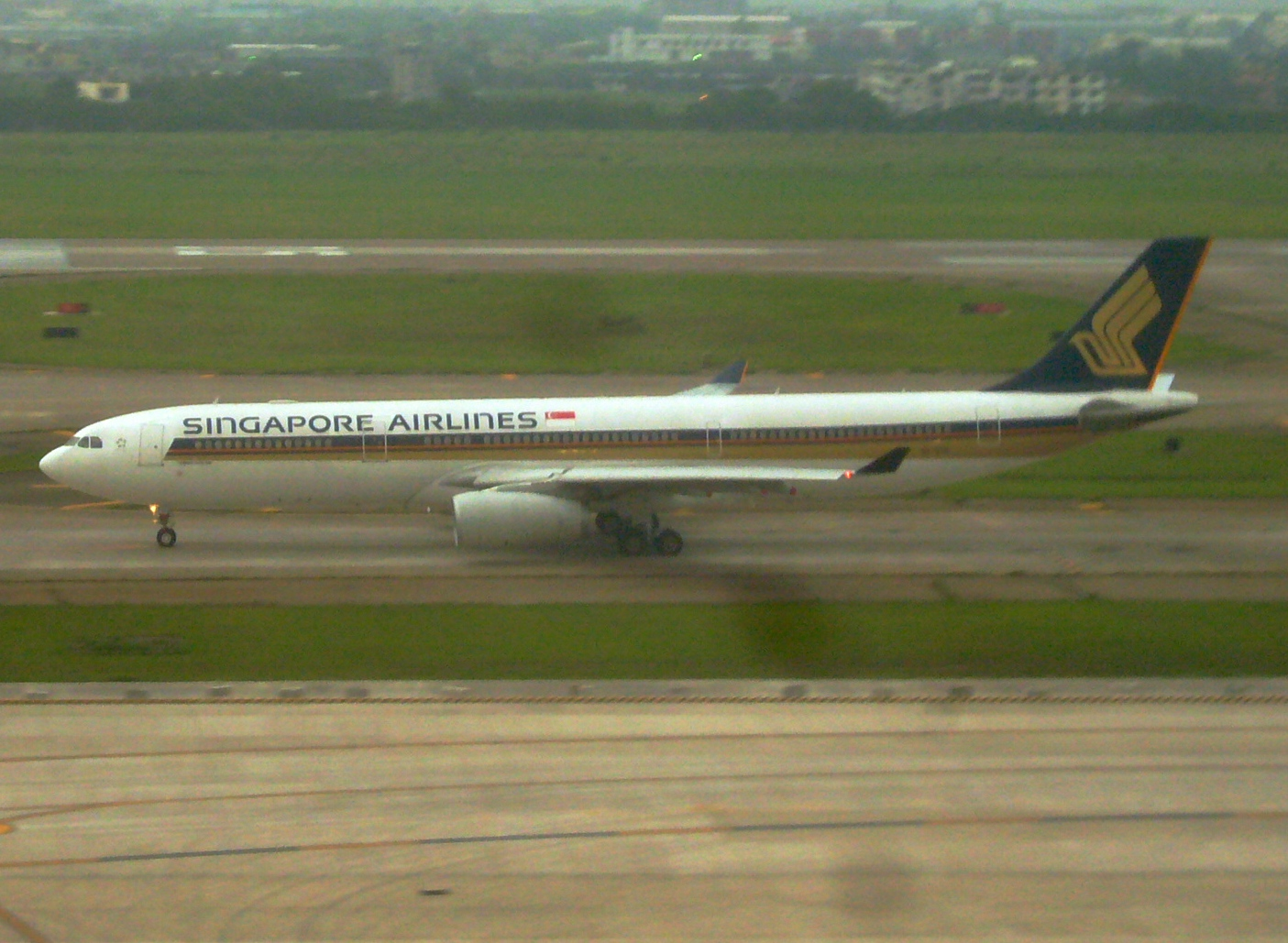
Singapore Airlines A330-300
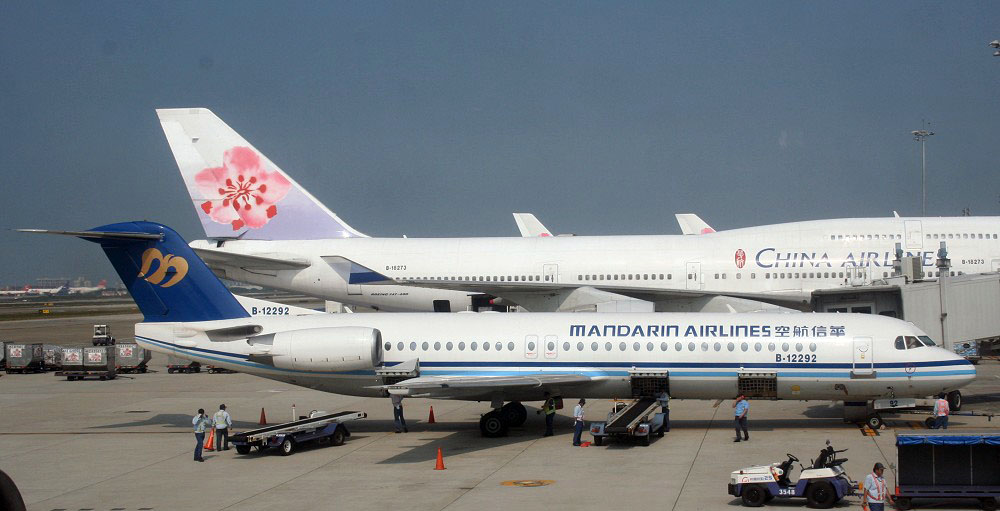
Fokker 100 de Mandarin Airlines assurant les liaisons entre le terminal I de Taiwan Taoyuan et l'aéroport de Kaohsiung